# Petromarula pinnata
Petromarula es un género monotípico de plantas  perteneciente a la familia Campanulaceae. Contiene una única especie: Petromarula pinnata A.DC.. Es originaria de la isla de Creta.

## Taxonomía
Petromarula pinnata fue descrita por (L.) A.DC. y publicado en Monogr. Campan. 139 1830.
Sinonimia
- Phyteuma pinnatum L., Sp. Pl.: 171 (1753).
- Petromarula pinnata var. pubescens A.DC., Monogr. Campan.: 209 (1830).
- Petromarula oxyloba Gand., Fl. Cret.: 69 (1916).
- Petromarula pinnata f. oxyloba (Gand.) Hayek, Repert. Spec. Nov. Regni Veg. Beih. 30(2): 553 (1930).[4][5]